# Кадис
Вижте пояснителната страница за други значения на Кадис.
Кàдис (на испански: Cádiz) е град в Испания, на брега на Атлантическия океан, административен център на едноименната провинция в автономния регион Андалусия.

## География
Населението на Кадис е 122 990 души (2013).
Градът е разположен на тесен полуостров, ограничаващ едноименния залив. В древността е бил на 2 тогавашни съседни острова – на малкия о. Еритея и в най-северната част на о. Котинуса (Сан Педро). В центъра на залива се е намирал о. Антиполис (Леон), където е централната част на съвременния град Сан Фернандо. Днес югоизточната половина и северната част на залива са отводнени и заселени, гореспоменатите острови (и още 5 малки на юг) са слети с материка, като бившите о. Еритея и о. Котинуса (само северната половина) образуват полуостров, на който се разполага съвременният град Кадис.

## История
Кадис е наследник на древния Гадес. Той е най-старият съществуващ град в Западна Европа, като се приема, че е основан през 1104 г. пр.н.е. Градът от 500 г. пр.н.е. е владение на Картаген, а след Втората пуническа война (218 пр.н.е. – 201 пр.н.е.) е завладян от Рим. По-късно е превзет от маврите, а през 1262 година е отвоюван от испанците.
След откриването на Америка през 1492 година се нарежда сред най-богатите градове в Европа, като към края на 16 век измества Севиля като главно пристанище на корабите към и от Западните Индии. През 16 – 18 век е многократно нападан от англичаните, като повечето нападения са отблъснати с тежки загуби за Англия. През 18 – 19 век градът запада поради кралското разрешение и други градове да търгуват с Америка, а по-късно и със загубата на испанските колонии в Америка. Въпреки това Кадис остава сред най-важните испански пристанища.

## Икономика
Кадис е голям промишлен център, със заводи за самолетостроене, корабостроене, машиностроене, електроника, рибна и хранително-вкусова промишленост.

## Култура
В Кадис има множество забележителности, които говорят за славното минало на града, включително катедрала от 18 век, театри, дворци, църкви.
Карнавалът в Кадис е най-известният празник в Андалусия.

## Известни личности
Родени в Кадис
- Квинт Луцилий Балб (I век пр.н.е.), философ
- Луций Корнелий Балб Младши (I век пр.н.е.), политик
- Луций Юний Модерат Колумела (4 – 70), писател
- Джордж Гордън Мийд (1815 – 1872), американски офицер
- Висенте Тофиньо де Сан Мигел (1732 – 1795), картограф
- Мануел де Фая (1876 – 1946), композитор

Починали в Кадис
- Фредерико Гравина (1756 – 1806), офицер
- Франсиско де Миранда (1750 – 1816), революционер
- Висенте Тофиньо де Сан Мигел (1732 – 1795), картограф

## Побратимени градове
- Буенос Айрес, Аржентина
- Уелва, Испания
- Санта Крус де Тенерифе, Испания
- Лас Палмас де Гран Канария, Испания
- Монтевидео, Уругвай
- Танжер, Мароко
- Хавана, Куба